# لوس فيلوس
لوس فيلوس (بلغة المابوتشي :filu ، "ثعبان") هي بلدية ومدينة ساحلية في تشيلي، سكانها أكثر من 9000 نسمة ، وتقع في محافظة تشوابا ، وهي جزء من منطقة كوكيمبو الرابعة . يوجد بالمدينة ميناء يسمى Puerto Punta Chungo ، يقوم بشحن مواد منجم لو بيلامبريس . الصيد هو أحد أنشطتها الرئيسية. المدينة لديها أيضا قدر كبير من السياحة، بسبب شواطئها: لا برينسيبال ولاس كونشاس.
تقع على بعد 246 كيلومترا (153 ميل) من لا سيرينا و 246 كيلومترا (153 ميل) من سانتياغو .

## السياحة
تتميز المدينة بقدر كبير من السياحة ، في كل من لوس فيلوس ، وفي بلدة بيتشيدانغي الساحلية الصغيرة .